# Tuz Gölü

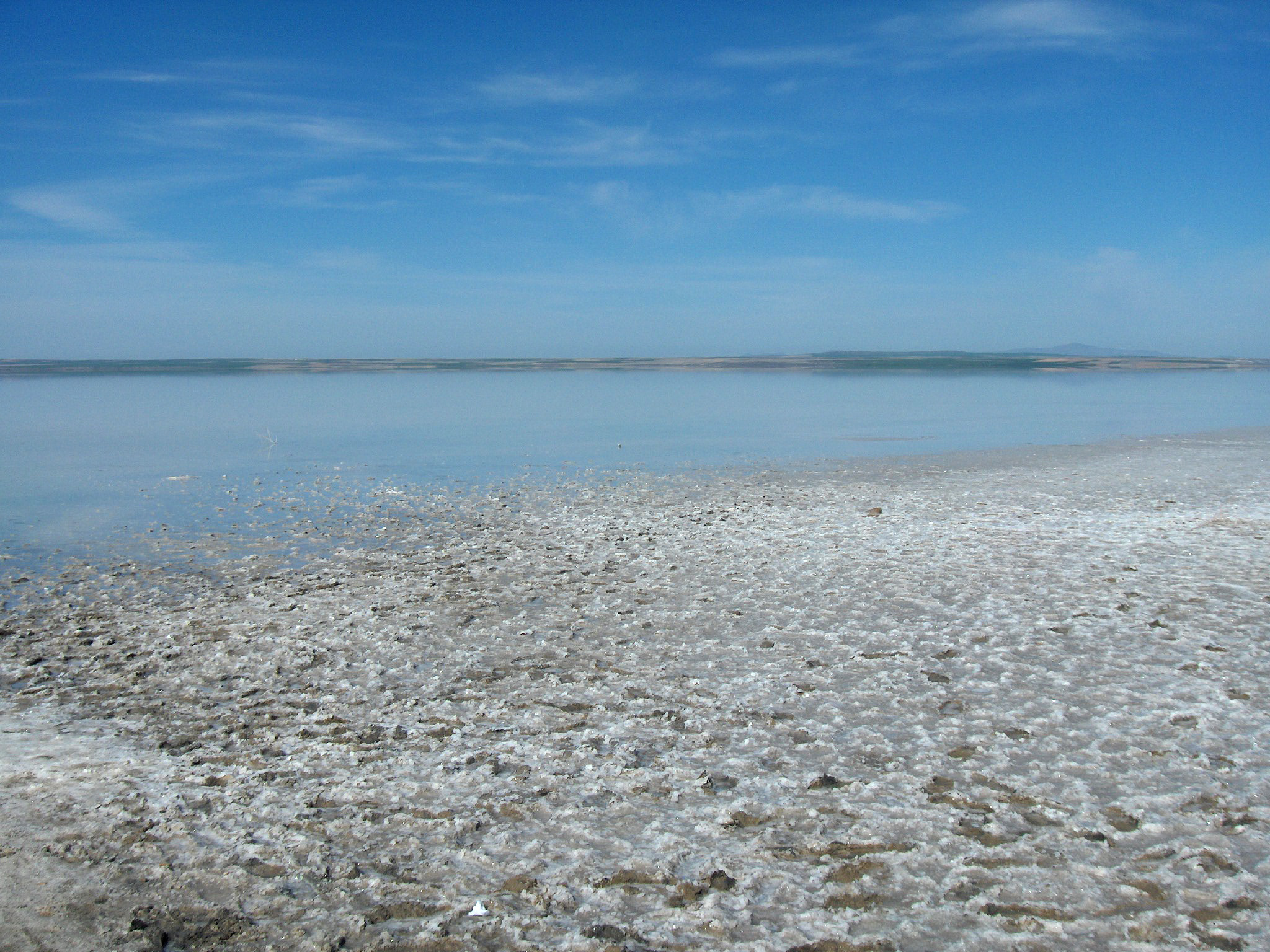
Tuz Gölü

Tuz Gölü är en stor saltsjö i centrala Turkiet, cirka 100 km nordöst om Konya. Tuz Gölü är den näst största sjön i Turkiet och täcker en yta på ungefär 1500 kvadratkilometer, men är under större delen av året mycket grund, endast ½-1 meter. 
Namnet, som betyder saltsjö på turkiska, används även för andra mindre saltsjöar.